# Metafisica (Aristotele)
(Donini 1995, p. 21)
Con Metafisica (in greco antico: Μετὰ τὰ φυσικά?, metà tà physiká, "dopo i libri di Fisica", ma anche «al di là delle cose fisiche»; in latino: Metaphysica) si intende una serie di trattati scritti da Aristotele (IV secolo a.C.) e raccolti successivamente sotto questo titolo.

## Descrizione

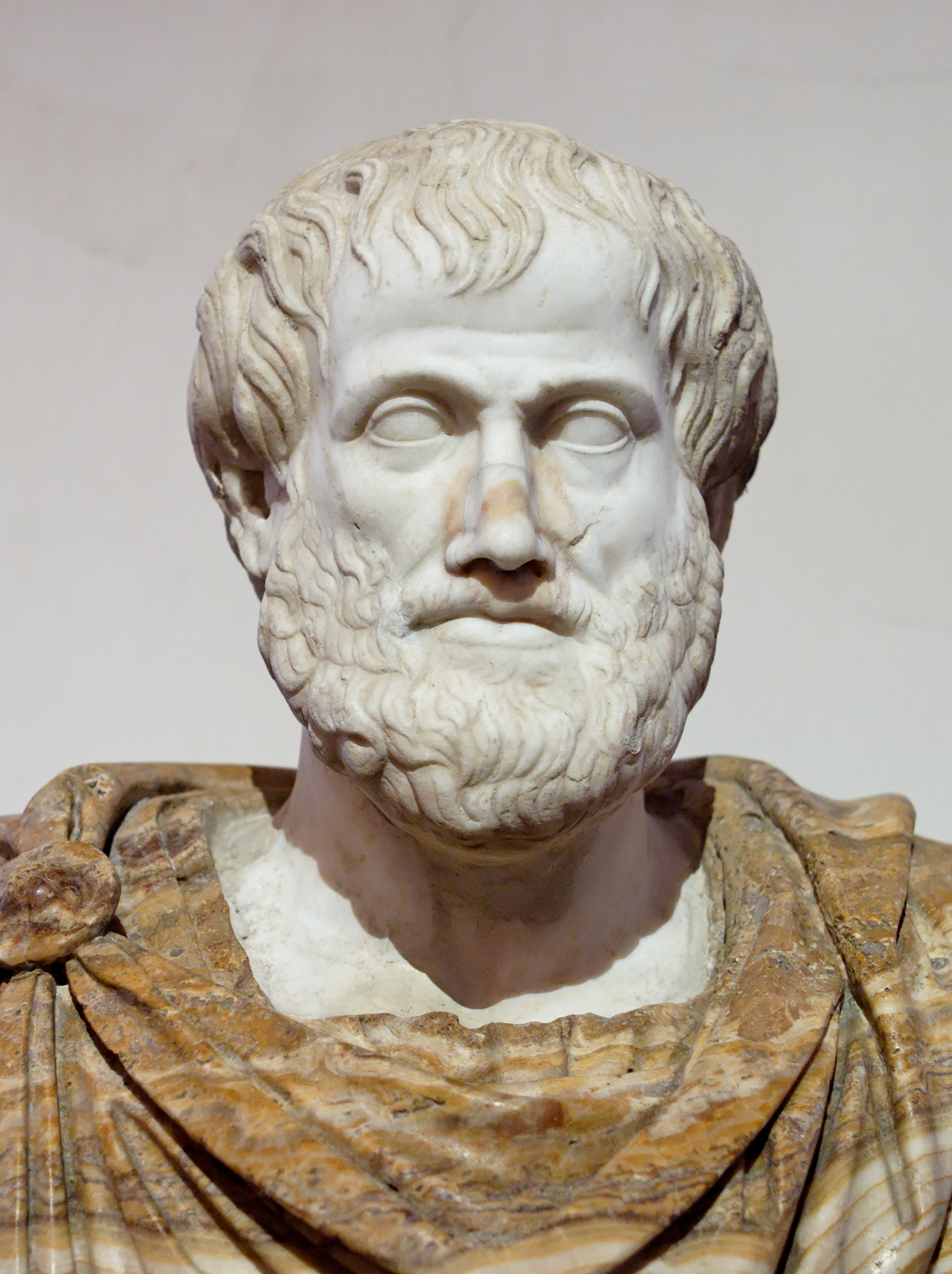
Busto di Aristotele (copia romana da un originale greco in bronzo di Lisippo)

Si tratta di un'opera facente parte degli «scritti esoterici», divisa in quattordici trattati e risistemata entro cinque secoli dopo la morte del filosofo, prima da Andronico di Rodi, che redigendo i suoi Pinakes, ovvero cataloghi delle opere di Aristotele, probabilmente chiamò così i libri collocati «dopo quelli di fisica» (in greco Meta ta physika), poi dalla scuola aristotelica successiva, e soprattutto dalla scuola di Afrodisia: intorno al 200 d.C. Alessandro di Afrodisia  poteva lasciarci la prima descrizione a noi nota dell'opera come la conosciamo, in quattordici libri. La ricostruzione e costituzione del testo greco è diventata negli ultimi anni un terreno di aperto dibattito, focalizzato sul problema di identificare lo stemma codicum della Metafisica di Aristotele, cioè la relazione genealogica fra i suoi manoscritti superstiti.
Gli argomenti sono difficilmente classificabili in termini tradizionali, ma fondano un nuovo campo di ricerca che ha nell'Essere - l'essere in quanto essere - il suo punto di convergenza. L'opera è divisa in 14 libri, ordinati da Andronico secondo le lettere dell'alfabeto greco:
- Libro Primo (Alpha - Α) - contiene la celebre definizione della filosofia come "scienza prima", o anche scienza delle cause prime (è infatti probabilmente la continuazione del II libro della Fisica).
- Libro Secondo (Alpha élatton - α) - appendice al libro Alpha. Probabilmente questo libro era in origine un'introduzione al libro dodicesimo.
- Libro Terzo (Beta - Β) - è una raccolta di aporie, in cui Aristotele ha condensato le questioni fondamentali della filosofia.
- Libro Quarto (Gamma - Γ) - tratta dell'Ente in quanto ente (essere) nei suoi molteplici significati. Contiene anche la trattazione del Principio di non contraddizione.
- Libro Quinto (Delta - Δ) - è il "lessico" filosofico di Aristotele, da lui continuamente aggiornato per tutta la vita.
- Libro Sesto (Epsilon - Ε) - contiene una serie di schede (probabilmente appunti) di definizione delle diverse scienze.
- Libro Settimo (Zeta - Ζ) - è il primo dei cosiddetti "libri sulla sostanza", compie un'indagine sulla sostanza.
- Libro Ottavo (Eta - Η) - secondo libro sulla sostanza, tratta dei principi delle sostanze sensibili.
- Libro Nono (Theta - Θ) - terzo libro sulla sostanza, tratta l'essere come potenza e atto.
- Libro Decimo (Iota - Ι) - sono probabilmente gli appunti per un corso sui concetti di "ente" e "uno", identità, Non-identità, Somiglianza, Opposizione.
- Libro Undicesimo (Kappa - Κ) - una rimanipolazione non di mano di Aristotele su argomenti dei libri Beta, Gamma, Epsilon e Fisica III.
- Libro Dodicesimo (Lambda - Λ) - tratta delle Sostanze immobili eterne, la più esterna delle quali- coincidente con il cielo delle stelle fisse- è intesa come Motore immobile. Questo motore immobile attrae a Sé, "come un amato", il resto degli elementi.
- Libro Tredicesimo (My - Μ) - indaga le Idee e i numeri matematici ideali, e contiene la famosa critica alla dottrina platonica.
- Libro Quattordicesimo (Ny - Ν) - contiene la critica alle dottrine platonica e pitagorica su principi, Idee e numeri ideali.